# Lac Gaberoun
Le Gaberoun est une oasis située près de Sebha dans le désert Libyque.
L'ancien lieu de peuplement bédouin, qui se trouve au bord de la rive occidentale du lac, a été abandonné dans les années 1980. Un campement rudimentaire pour touristes se trouve du côté nord. La meilleure saison touristique se trouvant être d'octobre à début mai. Les moustiques sont abondants, surtout en été.
Le lac est extrêmement salé. 